# Drosera magnifica
Genre
Classification phylogénétique
Espèce

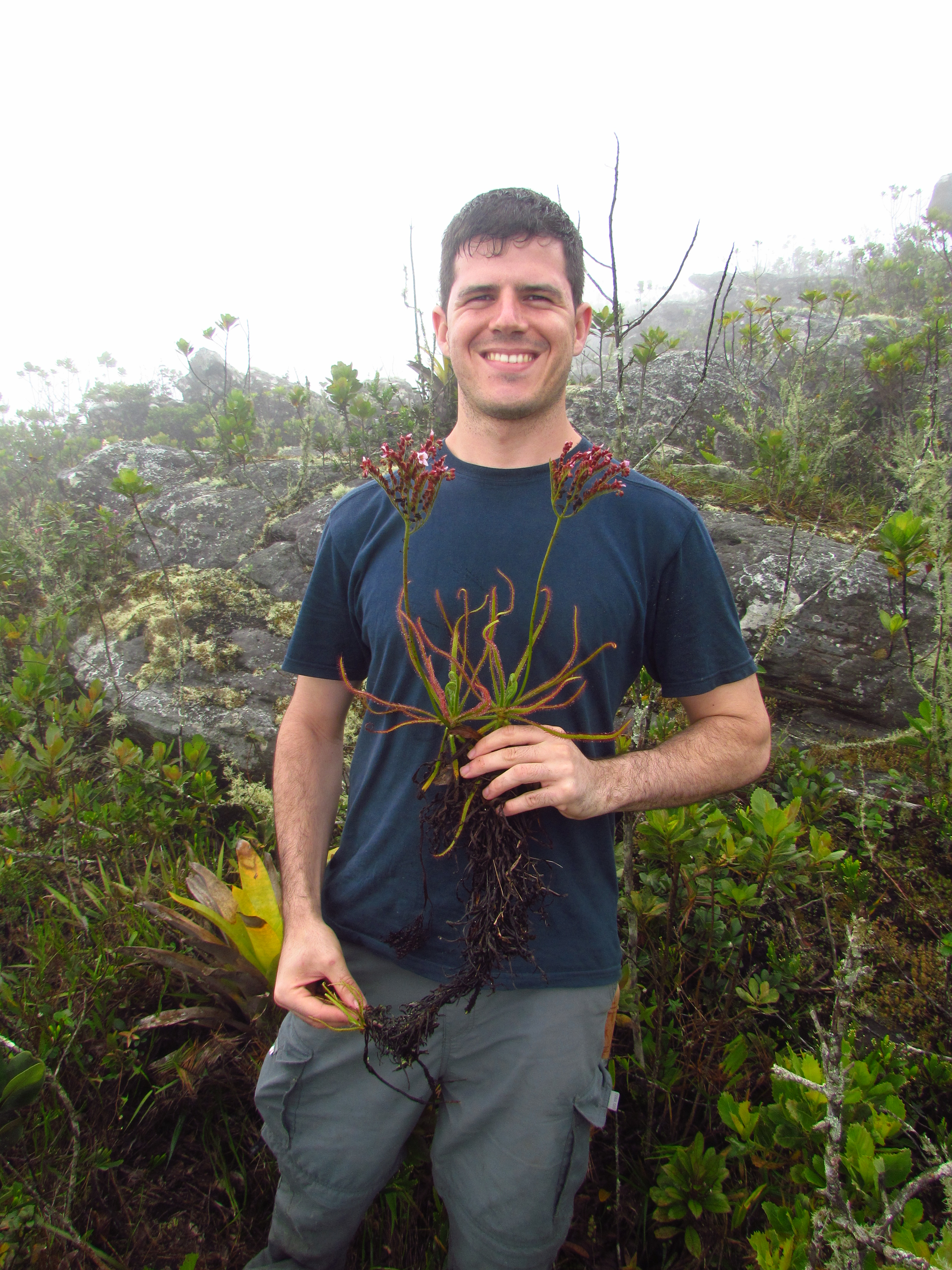
Paulo Gonella, co-découvreur de l'espèce, tenant une Drosera magnifica.

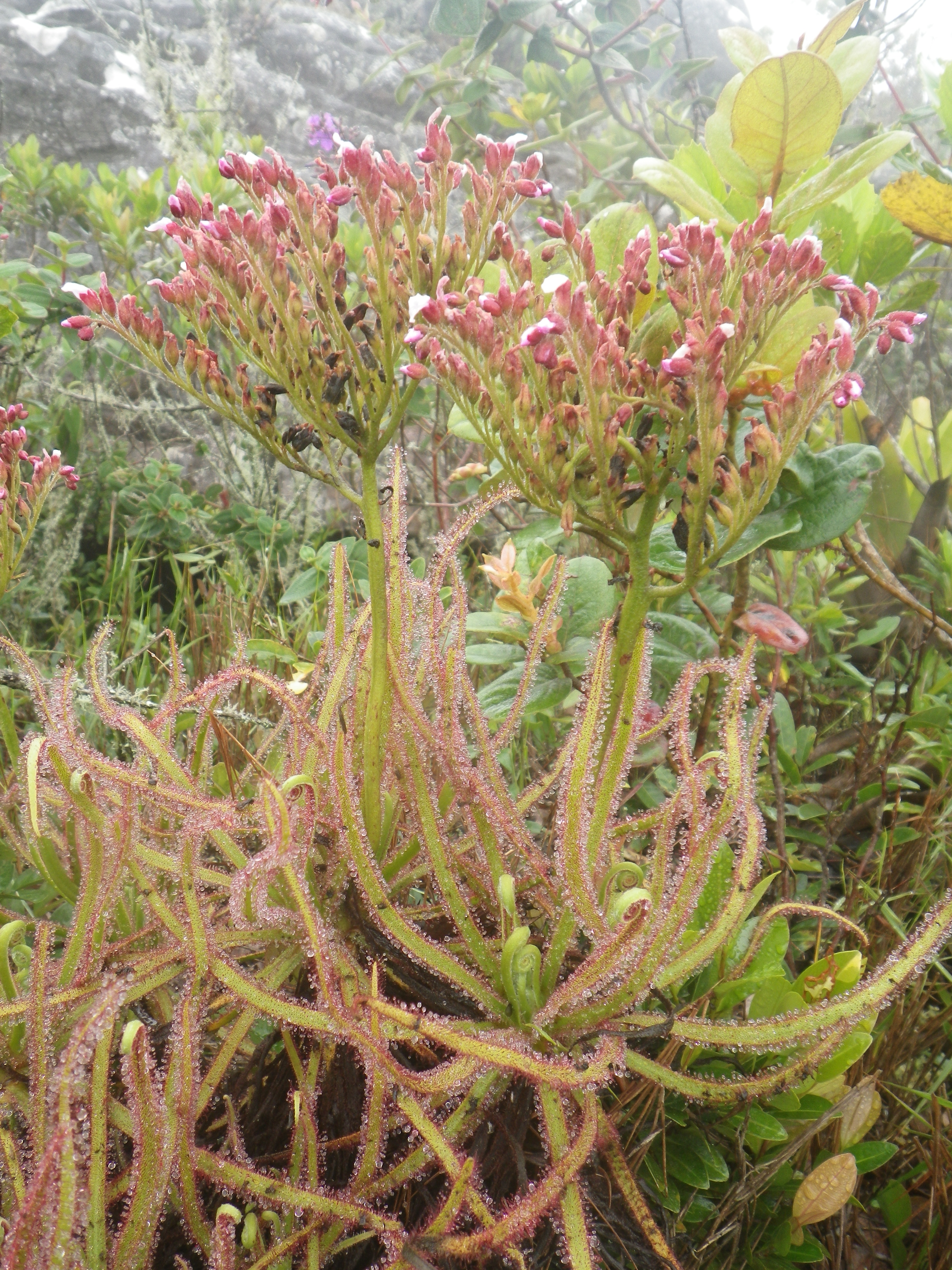
Spécimen fleuri.

Drosera magnifica est une espèce de Rossolis endémique au Pico Padre Ângelo, à l'est de Minas Gerais, dans le sud-ouest du Brésil. Il s'agit d'une des trois plus grandes espèces de Droséras connues avec Drosera regia en Afrique du Sud et Drosera gigantea en Australie.
Drosera magnifica est la première espèce de plantes à avoir été identifiée à partir d'images postées sur un réseau social, Facebook.